# 瑞士法语

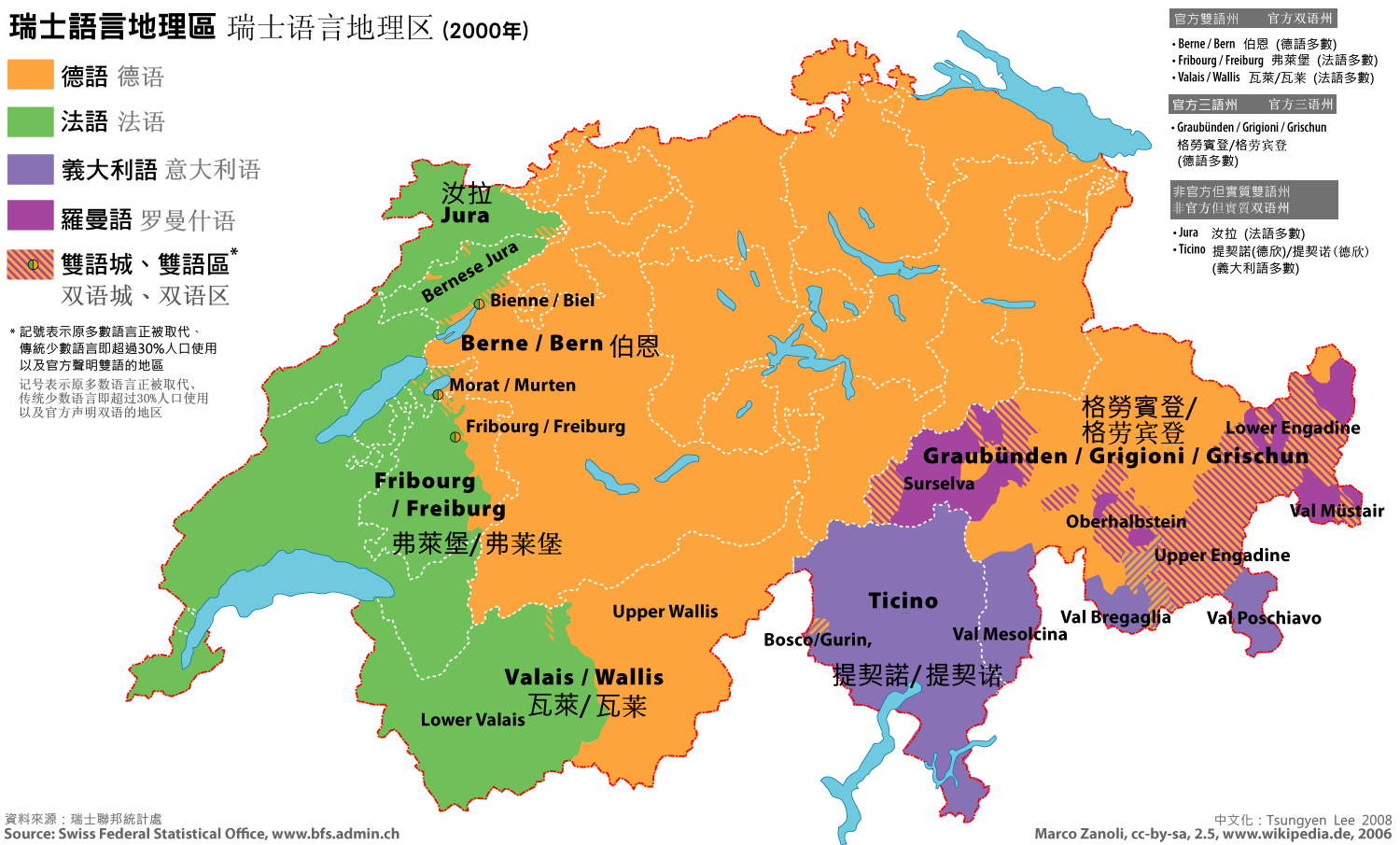
地圖上綠色區域代表瑞士法語區。

瑞士法語（法語：français de Suisse）指的是瑞士法語區（稱作羅曼地）所說的法語。法蘭克-普羅旺斯語（Franco-Provençal）或羅曼什語（Romansh）與瑞士法語不同，雖然它們同屬羅曼語族，且通行區域距離法語區不遠。
瑞士法語與法國法語僅有些微的不同，多半是詞彙上，瑞士法語使用者與法國法語使用者幾乎可以無障礙的交流，而說法國法語的人聽瑞士法語講話時可能只會遇到幾個不熟悉的詞語，無礙理解。瑞士法語與法國法語的差異遠小於瑞士德語與標準德語的差異，當然還是有例外的情形。不過，法語區內的方言多已消失，所以也不再流通。
瑞士法語並沒有統一的標準：不同州（Cantons）之間，甚至於城鎮間，使用不同的詞彙，通常源於當地的區域語言或德語，因為瑞士主要是說德語。

## 與標準法語的差別
由於瑞士與法國的行政與政治系統不同，形成瑞士法語與法國法語間不少的差異。瑞士法語與比利時法語在有些語彙上與法國法語間有共同的相異處，例如：
- 代表70，代表90，有時候代表80，與以下法國法語二十進位計數系統（vigesimal" French counting system）所用的字彙不同：其中（字面上意思為“六十和十”）代表 70，（字面上意思為“四個二十”）代表 80，以及（字面上意思為“四個二十和十”）代表90。
- （早餐）與 （午餐）這兩個字跟比利時法語與魁北克法語中的意思相同。依照法國法語的用法，他們的意思分別為午餐及晚餐，據說是源於路易十四中午起床的緣故[來源請求]；請參閱比利時法語字彙（Belgian French vocabulary）。

以下為其他與比利時法語相異的例子：
- 這個字有時候用作 80，而不用法國法語的（字面上意思為“四個二十”），特別是在Vaud、Valais和Fribourg這幾州；目前已不再使用這個字（源自拉丁文 ）。
- canton這個字在每個國家都代表著不同的行政区划单位。
- 在法國，郵政信箱稱為，但是在瑞士，則叫作。
- 用作“下午好”。